# Boeing Monomail
Boeing Monomail — американский почтовый самолёт начала 1930-х.

## История
В концу 1920-х компания Boeing пришла к выводу о том, что бипланная схема устарела.
Разработка нового моноплана началась в 1929 году. Прототип поднялся в воздух 6 мая 1930 года, а с июля 1931 года, получив обозначение Model 200, стал возить почту по маршруту Чикаго—Сан-Франциско.18 августа 1930 года поднялся в воздух пассажирский вариант Model 221, рассчитанный на 6 пассажиров. Позже оба самолёта были переделаны для перевозки 8 пассажиров по маршруту Шайенн—Чикаго.
Самолёт обладал слишком хорошими для того времени аэродинамическими качествами. На самолётах Boeing Monomail были установлены воздушные винты, шаг которых можно было изменять только на земле. При установке малого шага крейсерская скорость была слишком мала, а при установке большого шага, при котором скорость в воздухе была выше, самолёт практически не мог взлететь. Из-за этого, несмотря на отличную аэродинамику, Boeing Monomail не заинтересовал авиакомпании. Самолёт был выведен из эксплуатации в 1933 году после появления винтов с переменным шагом.

## Конструкция
Самолёт представлял собой одномоторный цельнометаллический низкоплан.
Фюзеляж типа полумонокок имел круглое сечение. Кабина пилотов была открытой и располагалась в задней части самолёта. Грузовые и пассажирские отсеки располагались спереди.
Шасси было полуубирающимся. Его опоры убирались в крыло.

## Лётно-технические характеристики (Model 200)
|                            |                                 |
| Параметр                   | Показатель                      |
| Длина, м                   | 12.55                           |
| Размах крыла, м            | 18.02                           |
| Высота самолёта, м         | 3.20                            |
| Площадь крыла, м²          | 49.70                           |
| Двигатель                  | Pratt & Whitney R-1860 Hornet B |
| Тяга, л.с.                 | 575                             |
| Макс. скорость, км/ч       | 254                             |
| Крейсерская скорость, км/ч | 217                             |
| Дальность полёта, км       | 853                             |
| Максимальная высота, м     | 4265                            |
| Вес пустого, кг            | 2158                            |
| Макс. взлётный вес, кг     | 3639                            |